# ۳۰ جمادی‌الثانی
۳۰ جمادی‌الثانی، سی امین روز از ماه جمادی‌الثانی در تقویم هجری قمری است. این روز فقط در بعضی سالهای هجری قمری وجود دارد.
در تقویم هجری قمری قراردادی این روز وجود ندارد.